# Xiangtan, Xiangtan
Xiangtan, tidigare romaniserat Siangtan, är ett härad som lyder under Xiangtans stad på prefekturnivå i Hunan-provinsen i södra Kina.
Xiangtans härad består av de delar som blev över av häradet då dess huvudort blev ombildad till stadsdistrikt i staden med samma namn.

## Kända invånare
- Peng Dehuai (1898-1974), framstående kinesisk kommunistisk politiker och militär som föll i onåd 1959 och avled under Kulturrevolutionen.